# Grand Slam (bom)
De Grand Slam was een 10 ton (22000 pond) zware vliegtuigbom, die in de Tweede Wereldoorlog werd gebruikt door de Royal Air Force voor het bombarderen van strategische doelen. De bom was in feite een uitvergrote versie van de Tallboy, en een stuk meer in overeenstemming met de bom die de uitvinder van beide bommen, Barnes Wallis, had ontworpen.

## Geschiedenis
De ontwikkeling van een grotere versie van de Tallboy begon op 18 juli 1943. Net als bij de Tallboy, had de Grand Slam staartvinnen voor het opwekken van een gyroscopisch effect ter stabilisatie. Tevens had de bom een dikker omhulsel dan standaardbommen, waardoor de bom meer penetratiekracht kreeg.
Het maken van een Grand Slam nam minimaal een maand in beslag, omdat de gesmolten Torpex zo lang moest afkoelen na in de gewenste vorm te zijn gegoten. Hierdoor lag de productie van de bommen erg laag en werd er zuinig mee omgesprongen. Vliegtuigen mochten eventuele Grand Slam-bommen die ze na een bombardement nog aan boord hadden niet alsnog boven zee uitwerpen voor de landing.
Net als de Tallboy was de Grand Slam niet ontworpen om betonnen daken te doorbreken, waardoor de bom geregeld uiteen viel of te vroeg afging bij het bombarderen van bunkers en andere betonnen gebouwen. Desondanks was de bom efficiënter dan reeds bestaande modellen. De Grand Slam werd vooral gebruikt door bombardementen uitgevoerd met een Avro Lancaster B.Mk 1 (Special) bomber Na te zijn uitgeworpen kon de bom tijdens zijn val naar de aarde een snelheid van 320 m/s bereiken en zich diep in de aarde boren alvorens te ontploffen. Hierdoor werd de fundering van het doelwit vaak ernstig ondermijnd.
In totaal werden er 42 Grand Slams gebruikt voor bombardementen:

## Galerij

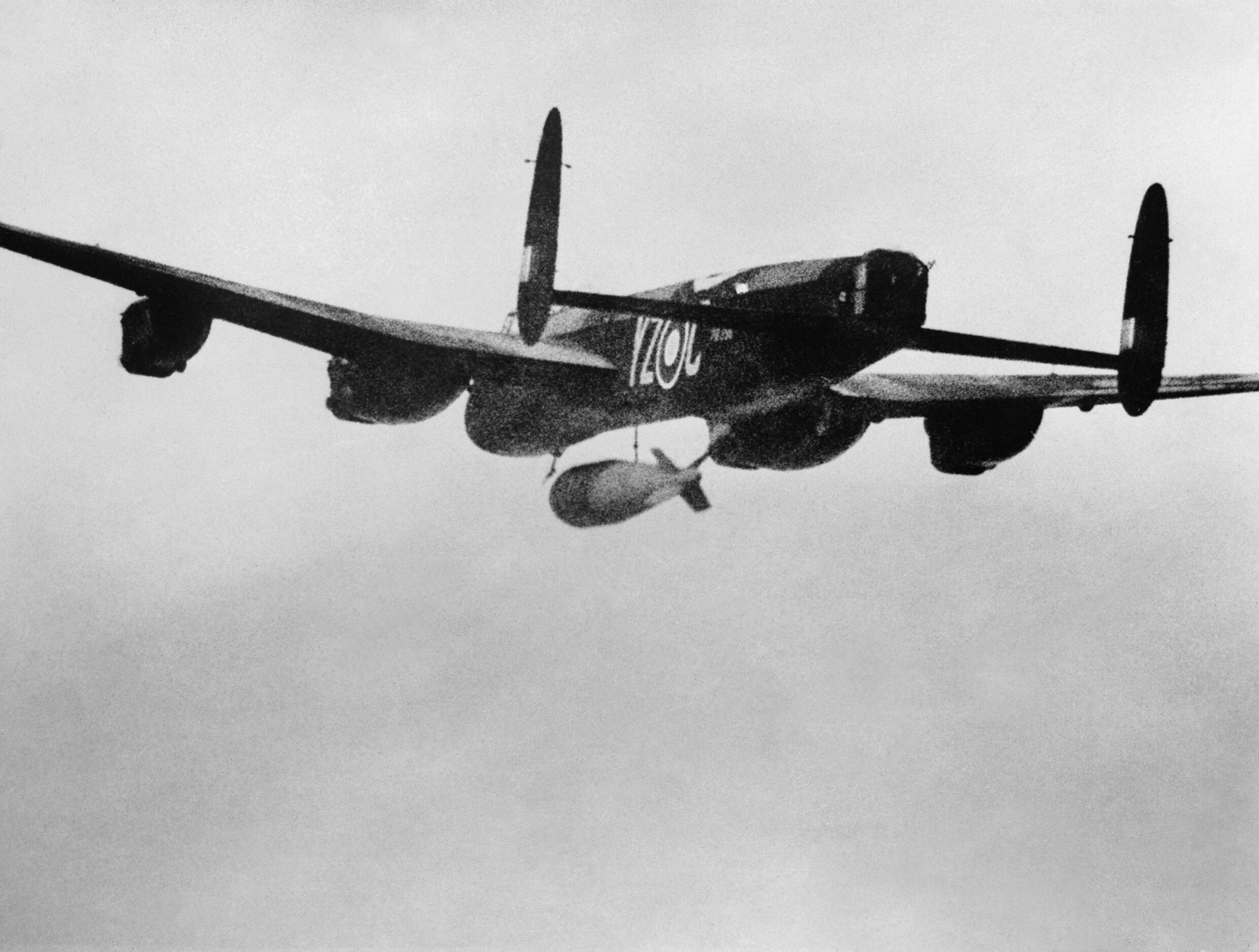
Een 617e Squadron RAF, Avro Lancaster laat een Grand Slam bom vallen
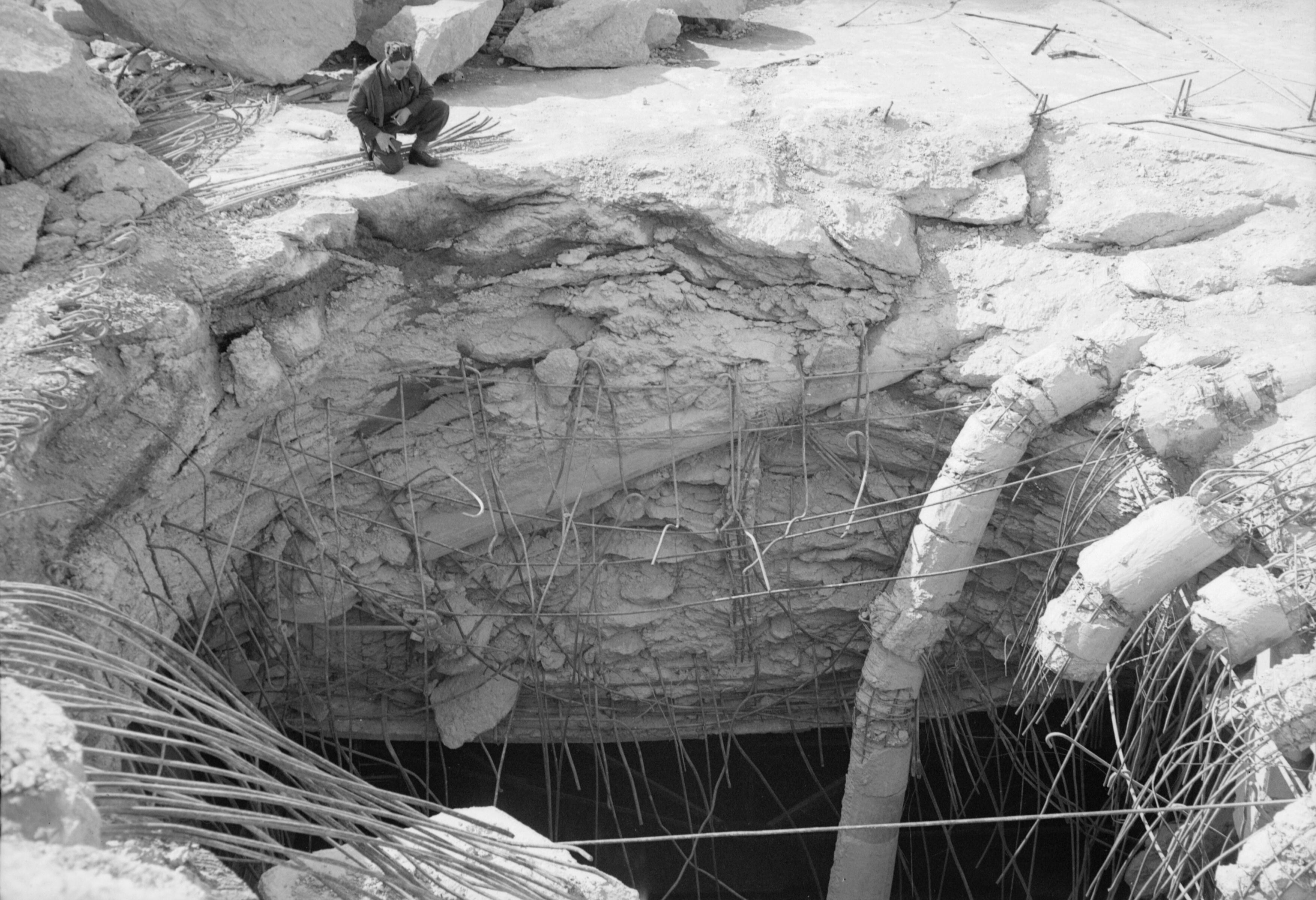
Schade aangericht aan een bunker in Bremen tijdens de Tweede Wereldoorlog